# Prags tunnelbana
Prags tunnelbana (tjeckiska: Pražské metro) är ett tunnelbanesystem i Prag i Tjeckien. Tunnelbanan är den snabbast växande kollektivtrafiken i staden och den tar hand om över en miljon passagerare varje dag.
Tunnelbanan sköts av Prags kollektivtrafiksföretag (Dopravní podnik Praha eller DP Praha) som även sköter all kollektivtrafik i staden: tunnelbanan, Prags spårvagnar, bussarna, bergbanan till Petřínkullen samt stolliften i Prags zoo. Sedan 1993 har systemet varit kopplat till pendeltåg och bussar och även pendelparkeringsplatser. Taxan i det stora kollektivtrafiknätet i Prag bygger på zoner, tunnelbanesystemet ligger helt inom den centrala zonen.

## Historia

### Idéer och första ansatser

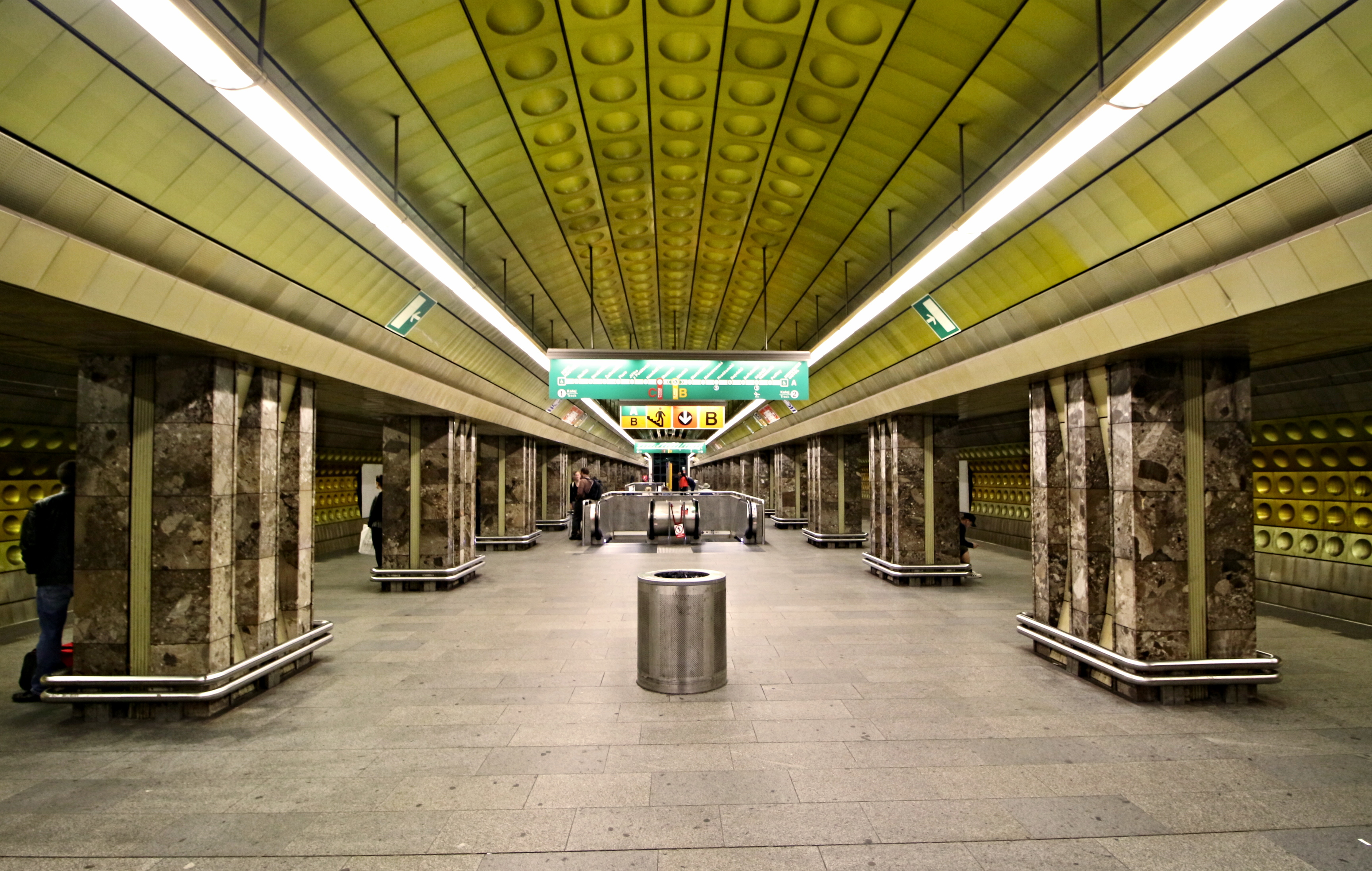
Můstek linje med byte till linje

Prags tunnelbana öppnade för trafik 1974 men idén till en tunnelbana lanserades första gången 1898. Ladislav Rott, en järnhandlare i Prag, skrev till stadens råd och föreslog en tunnelbana då staden just arbetade med att bygga ny kanalisation. Vid samma tid byggdes tunnelbanesystem i Berlin och Paris och 1896 hade Budapest öppnat sin tunnelbana. Men en tunnelbana i Prag realiserades inte. Under 1920-talet när Prag blivit huvudstad i Tjeckoslovakien kom frågan återigen upp. Ingenjören Jiří Hrusa lanserade sin idé om hur ett tunnelbanenät skulle utformas, bland annat föreslog han vad som blivit känt som spansk lösning vid in- och urstigning. Linjesträckningen kommer tämlingen nära dagens nät. En annan plan för en "underjordisk snabbtågsbana" presenterades av ingenjörerna Vladimír List och Bohumil Belada.
1931 genomfördes en öppen tävling för att lösa Prags trafikproblem och tre segrare utsågs men förslagen blev aldrig genomförda. 1939 hade detaljerade planer tagits fram och planerandet fortsatte även sedan Tjeckoslovakien upphört men arbetena kom att stoppas 1941 och 1943 stoppade kriget planerna helt. Efter andra världskriget skulle arbetet återupptas men så blev aldrig fallet.

### Realisering

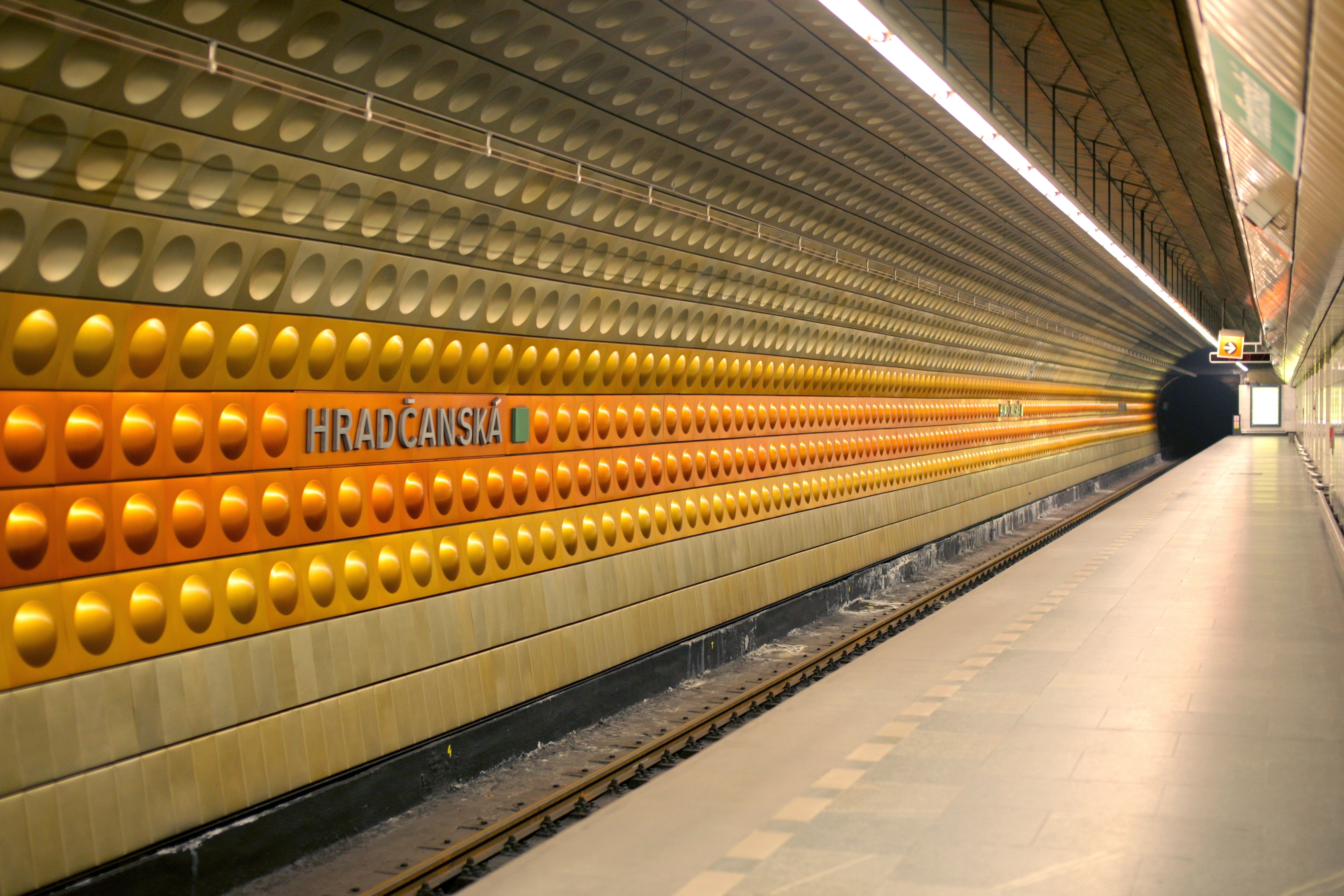
Hradcanska

Under 1960-talet kom Prag återigen att få problem med ökande trafik och spårvagnarna förmådde inte lösa kollektivtrafiken. Den tjeckoslovakiska regeringen beslöt nu att bygga sträckningar för spårväg som i stadens centrum skulle gå under jord men som utanför stadskärnan går ovan jord på viadukter (premetro). 1966 följde det första spadtaget. Ett avtal slöts med Sovjetunionen om att bygga det nya underjordiska systemet. De kommande åren blev Prag en stor byggplats där gator revs upp och hus revs då man arbetade enligt öppet schakt-principen. Senare gick man över till att gräva med borrmaskiner. Linje C är därför inte lika djup som de övriga två.

Prag Metro

Det slutgiltiga steget mot en tunnelbana följde i augusti 1967 då regeringen beslöt att bygga riktig tunnelbana helt under jord och valde bort att använda spårvägen som del i systemet. 1974 kunde så tunnelbanans första etapp invigas, 6,6 km mellan stationerna Sokolovská (idag Florenc) och Kačerov på dagens linje C. Fram till 1980 förlängdes linjen till Háje och till 1984 fram till Holešovice. Därmed drogs tunnelbanan för första gången under floden Moldau.
1978 följde öppnandet av den andra linjen, dagens linje A mellan Náměstí Míru och Dejvická. Den har senare förlängts. Den tredje och tills idag sista linjen i nätet, linje B, öppnade för trafik 1985 och byggdes ut fram till 1999 och är den längsta linjen med sina 25,5 km. 1990 följde flera namnändringar på stationer. Sedan 1990-talet har tunnelbanan i olika omgångar byggts ut, bland annat linje B västerut till Zličín (1994) och österut till Cerny Most (1998).

### Översvämningen 2002
I samband med att Elbe och Moldau översvämmades 2002 drabbades tunnelbanesystemet av stora problem. Stora delar av nätet förstördes och 17 stationer förstördes. Tunnelbanan fick hållas stängd i månader för att lösa problemen som uppstått. Kompletta elsystem fick bytas ut och rulltrappor förnyas. I mars 2003 kunde hela nätet åter trafikeras.

## Upplägg och stationer

Karta över tunnelbanesystemet

Prags tunnelbanesystem är lagt som en triangel där alla linjer möts i mitten av staden. Stationerna ligger olika långt ner under marken, den djupaste stationen är Náměstí Míru som ligger 52 meter under jord. Delar av järnvägen i stadens centrum är borrade och de yttre delarna grävdes med öppet schakt-metoden. Linje B kör delvis i en inglasad tunnel över marken.
De flesta stationerna har en plattform i mitten av stationshallen och används av tåg i båda riktningar. Väggarna i flera stationer är dekorerade i olika aluminiumpaneler där varje station har sin egen färg. Det är inte ovanligt att Prags tunnelbana har kombinerade stationer där stationerna är fysiskt belägna mellan två torg/knutar. Det är därför stationernas namn ofta dyker upp på två platser i staden, eller att det finns onamngivna stationer på kartan.

## Linjer
Prags tunnelbana består av tre linjer, kallade A (grön), B (gul) och C (röd). Det finns 61 stationer och tre av dessa är större som kopplar ihop ca 65,2 kilometer, mestadels underjordiska spår. Tunnelbanan kör mellan klockan 05:00 på morgonen och midnatt varje dag, och under rusningstimmarna går det runt 2-3 minuter mellan varje tåg. Över 420 miljoner passagerare använder tunnelbanan varje år.
| Linje  | Sträcka                         | Öppnad | Längd    | Stationer |
| ------ | ------------------------------- | ------ | -------- | --------- |
| A      | Nemocnice Motol ↔ Depo Hostivař | 1978   | 17,1 km  | 17        |
| B      | Zličín ↔ Černý Most             | 1985   | 25,5 km  | 24        |
| C      | Letňany ↔ Háje                  | 1974   | 22,41 km | 20        |
| Totalt | Totalt                          |        | 65,2 km  | 61        |

## Vagnpark
De äldsta vagnarna i dagens vagnpark har beteckningen 81-71M och är tillverkade i Sovjetunionen och moderniserade i mitten av 1990-talet. 1998 började nätet även trafikeras av den nya vagnstypen M1 som är tillverkad av ett konsortium bestående av Siemens, Adtranz och ČKD.

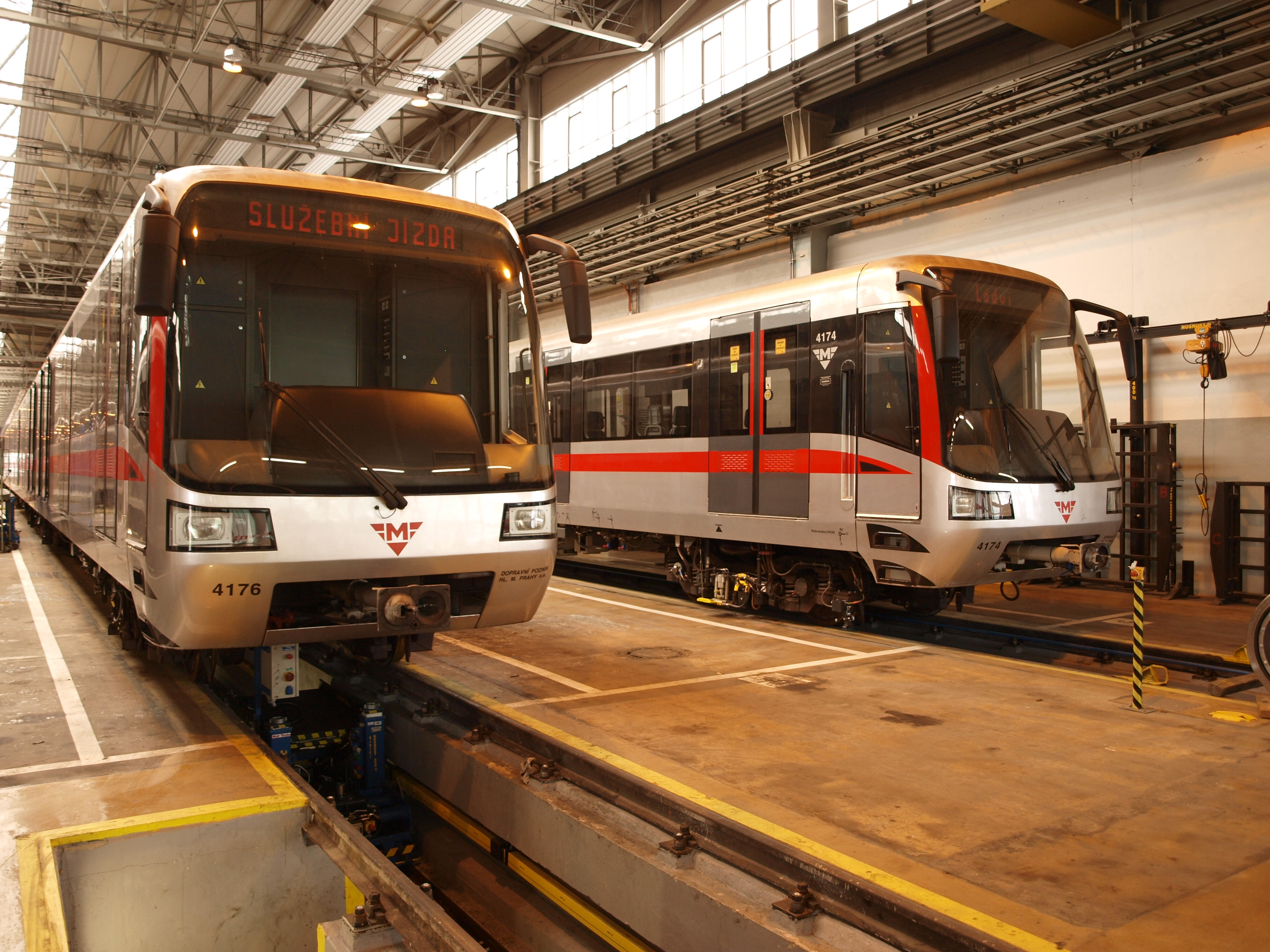
M1
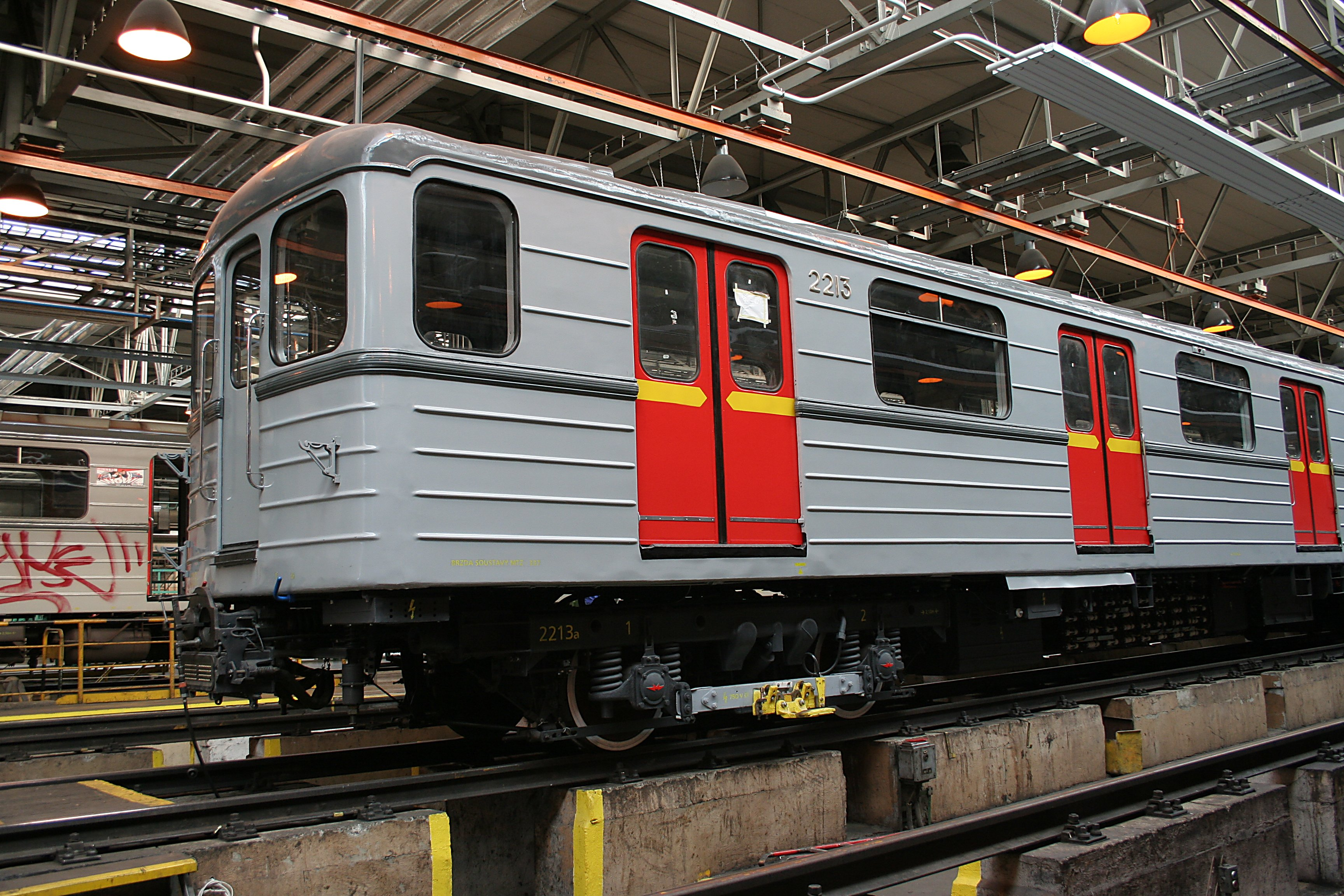
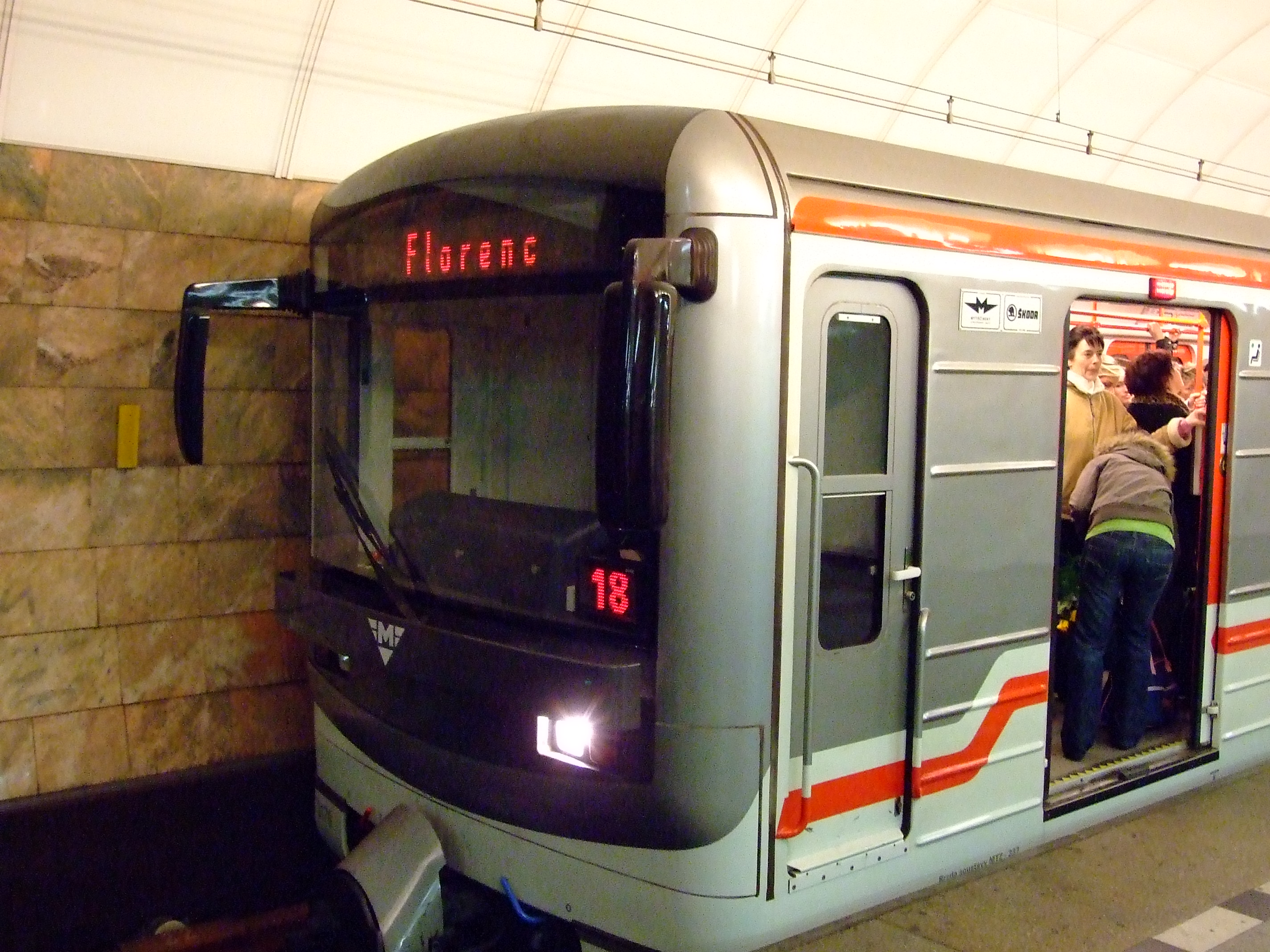
81-71M
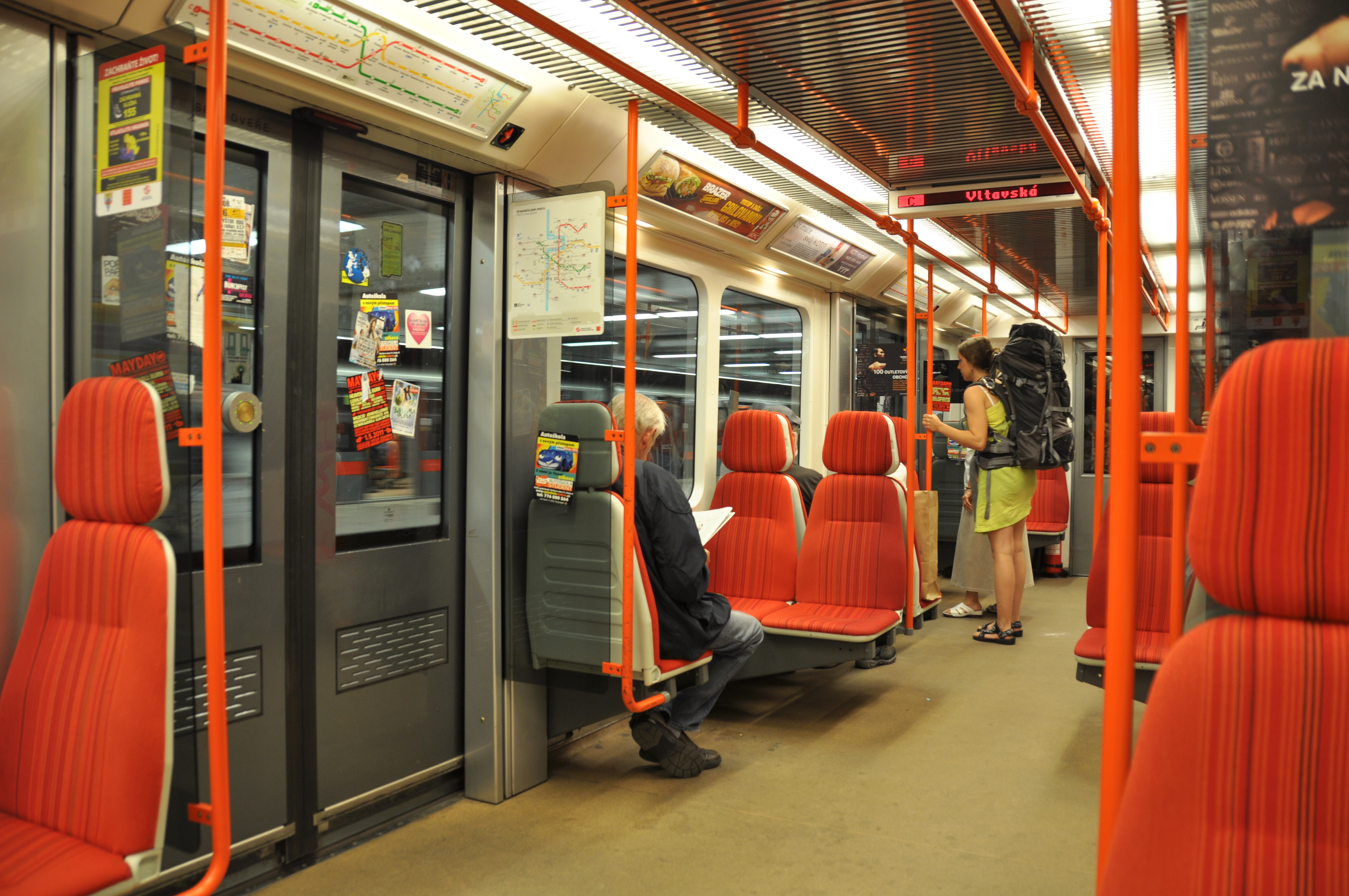

## Galleri

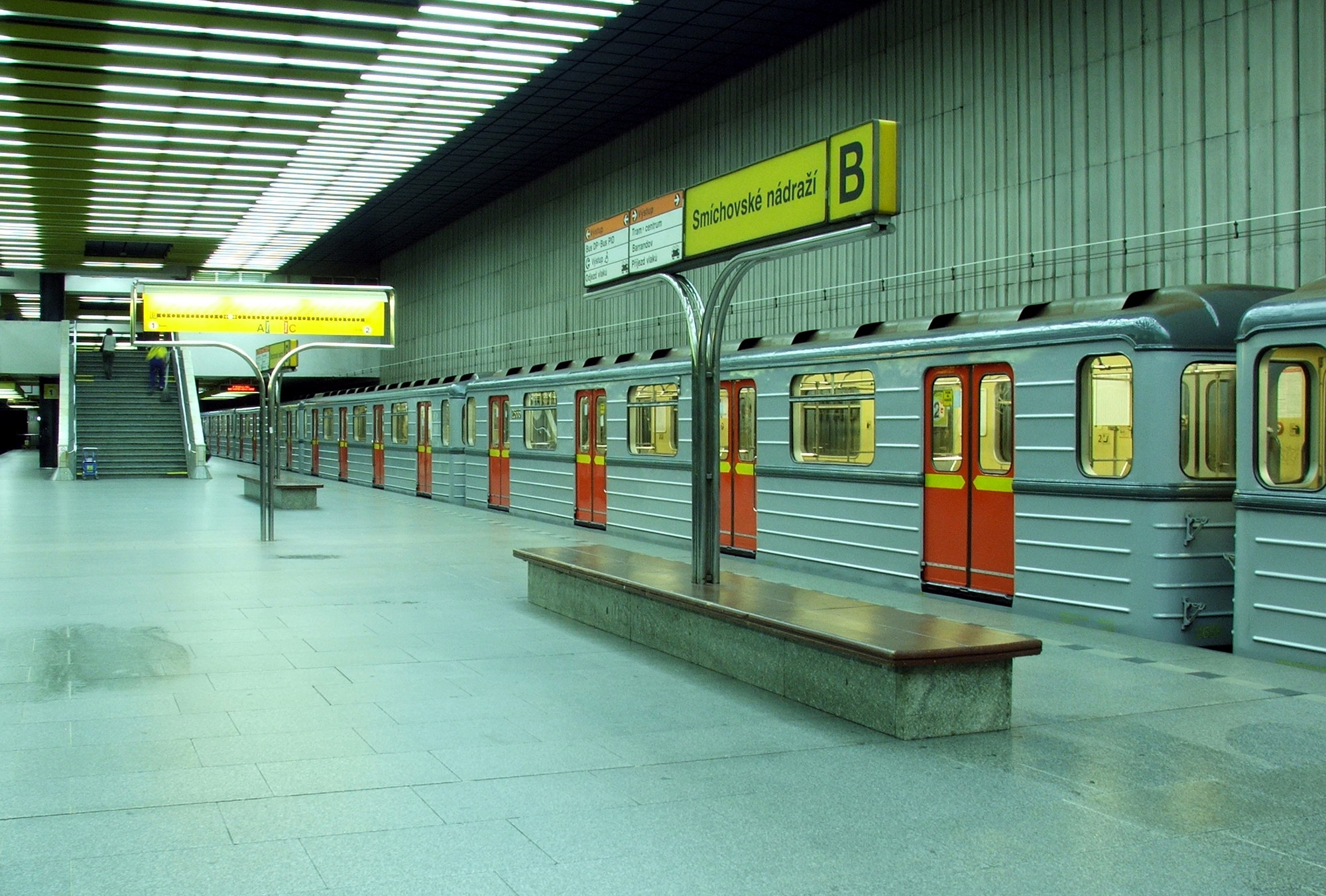
Smichovske nadrazi
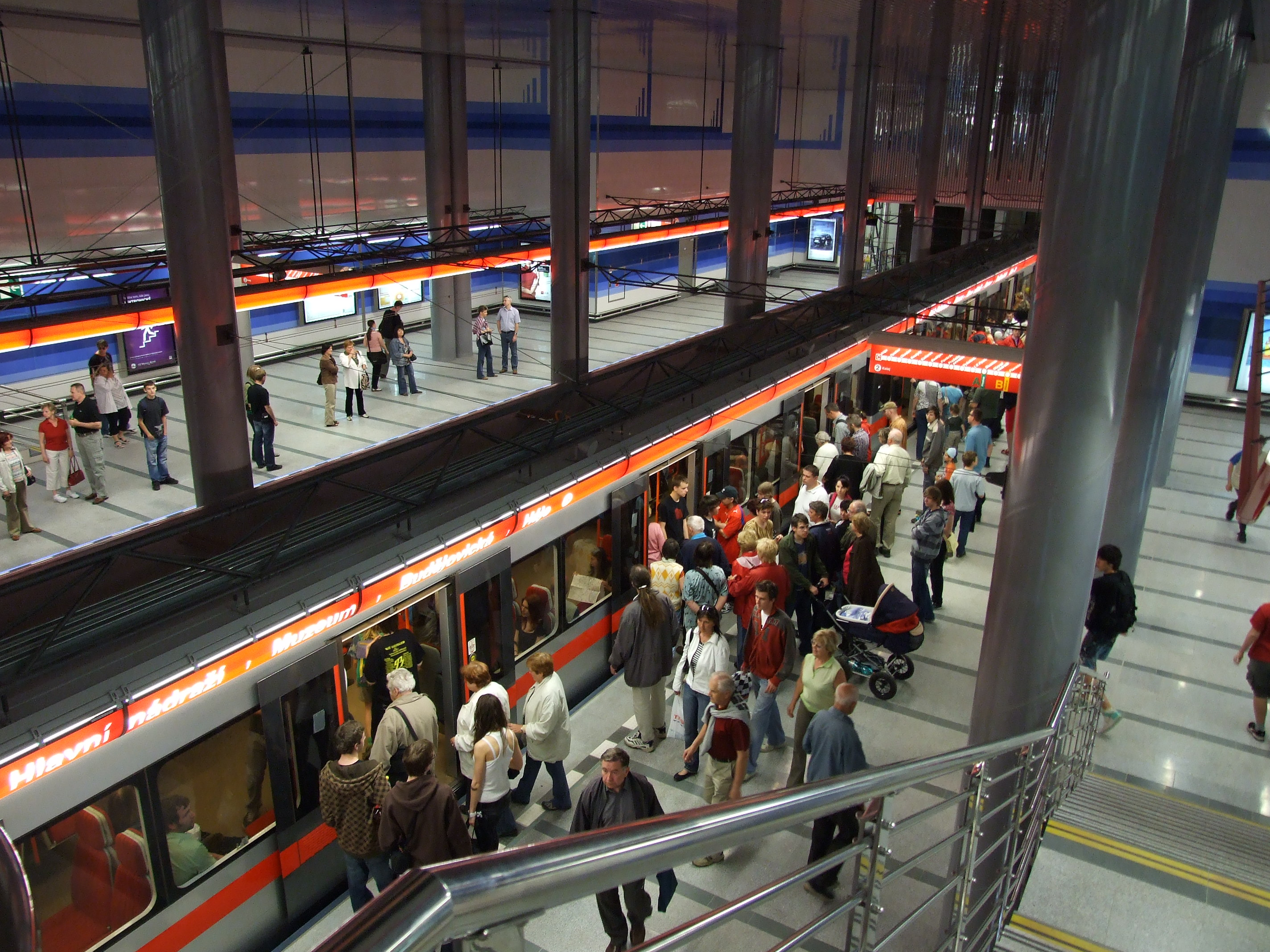
Prosek
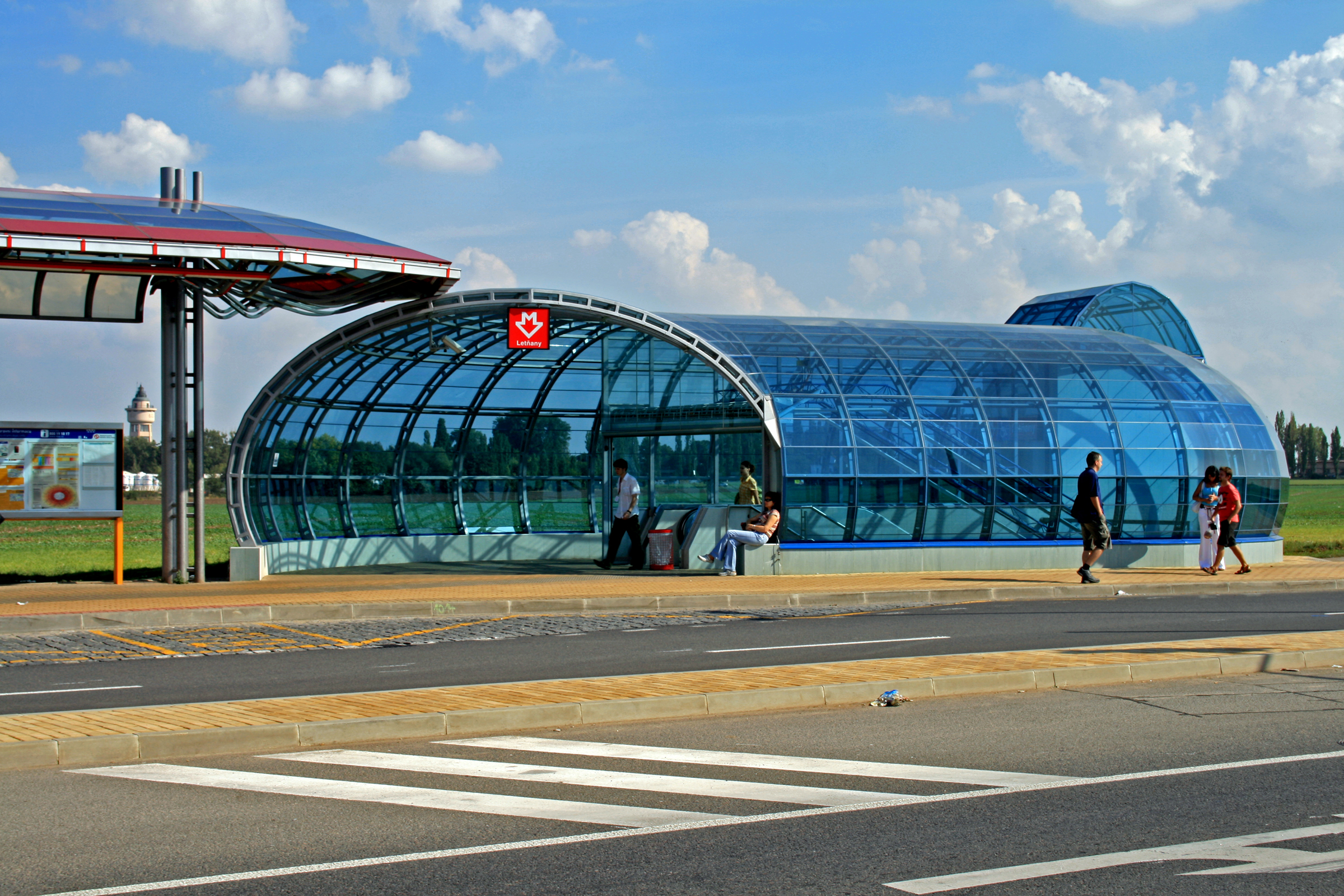
Letňany
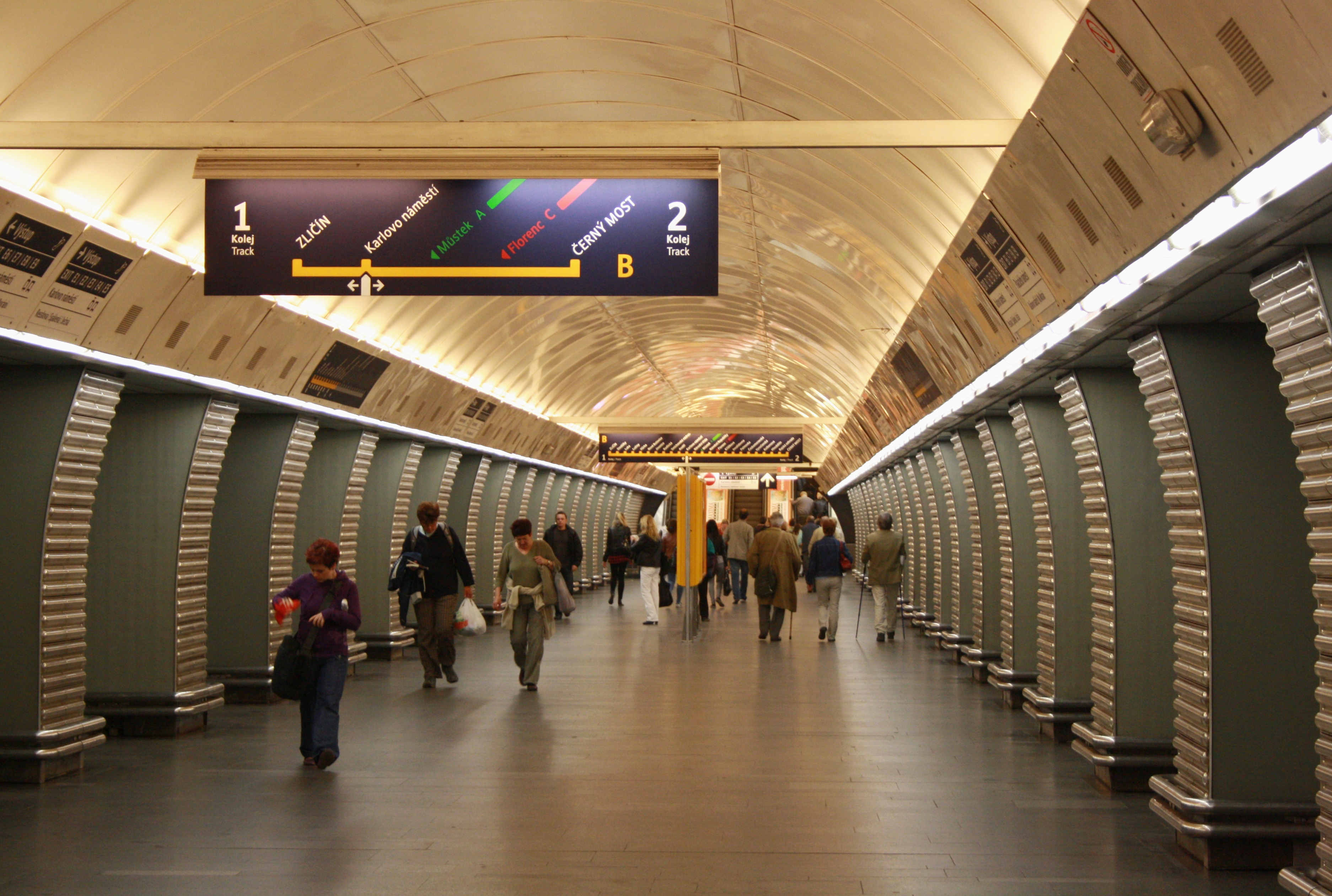
Karlovo náměstí
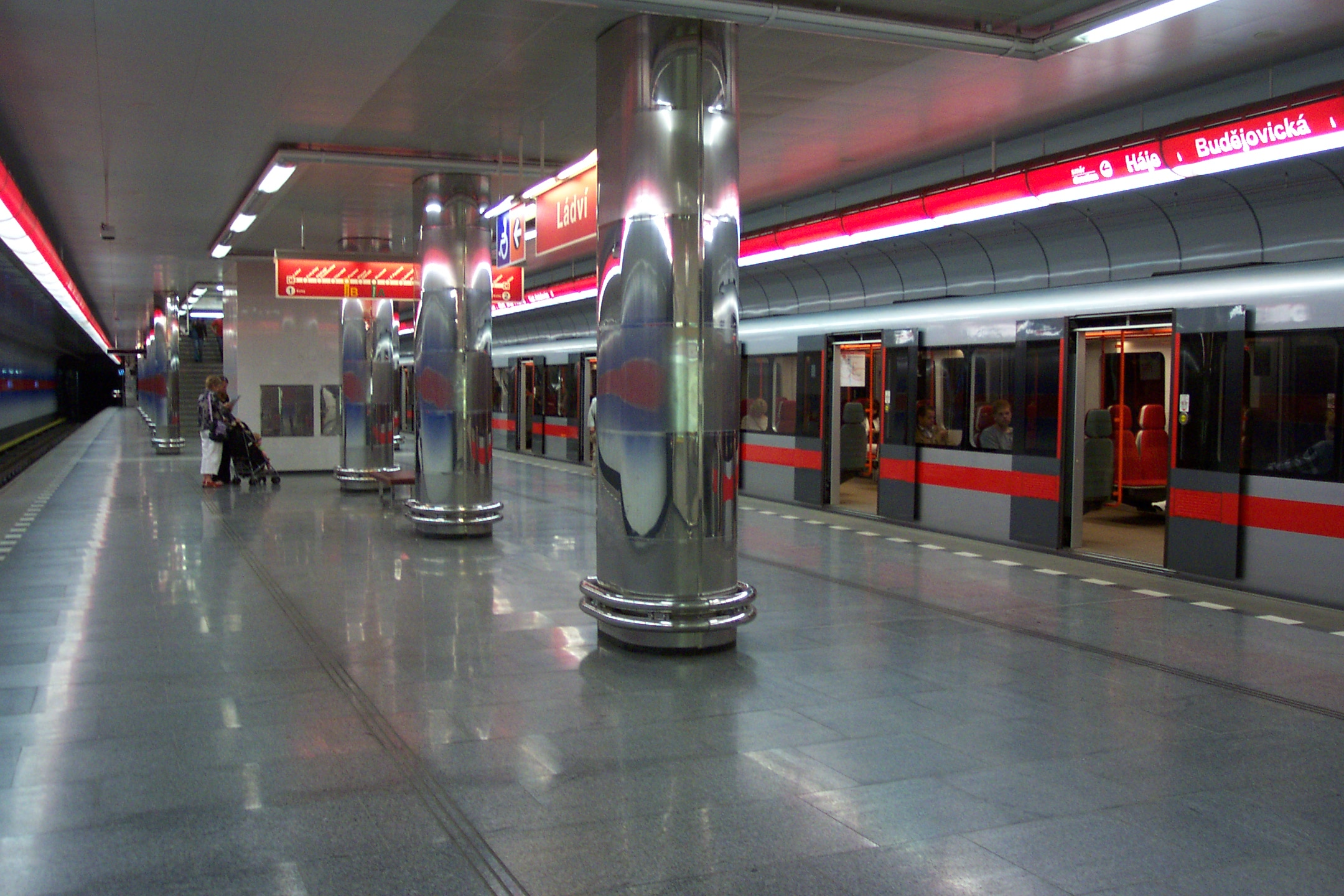
Ládví
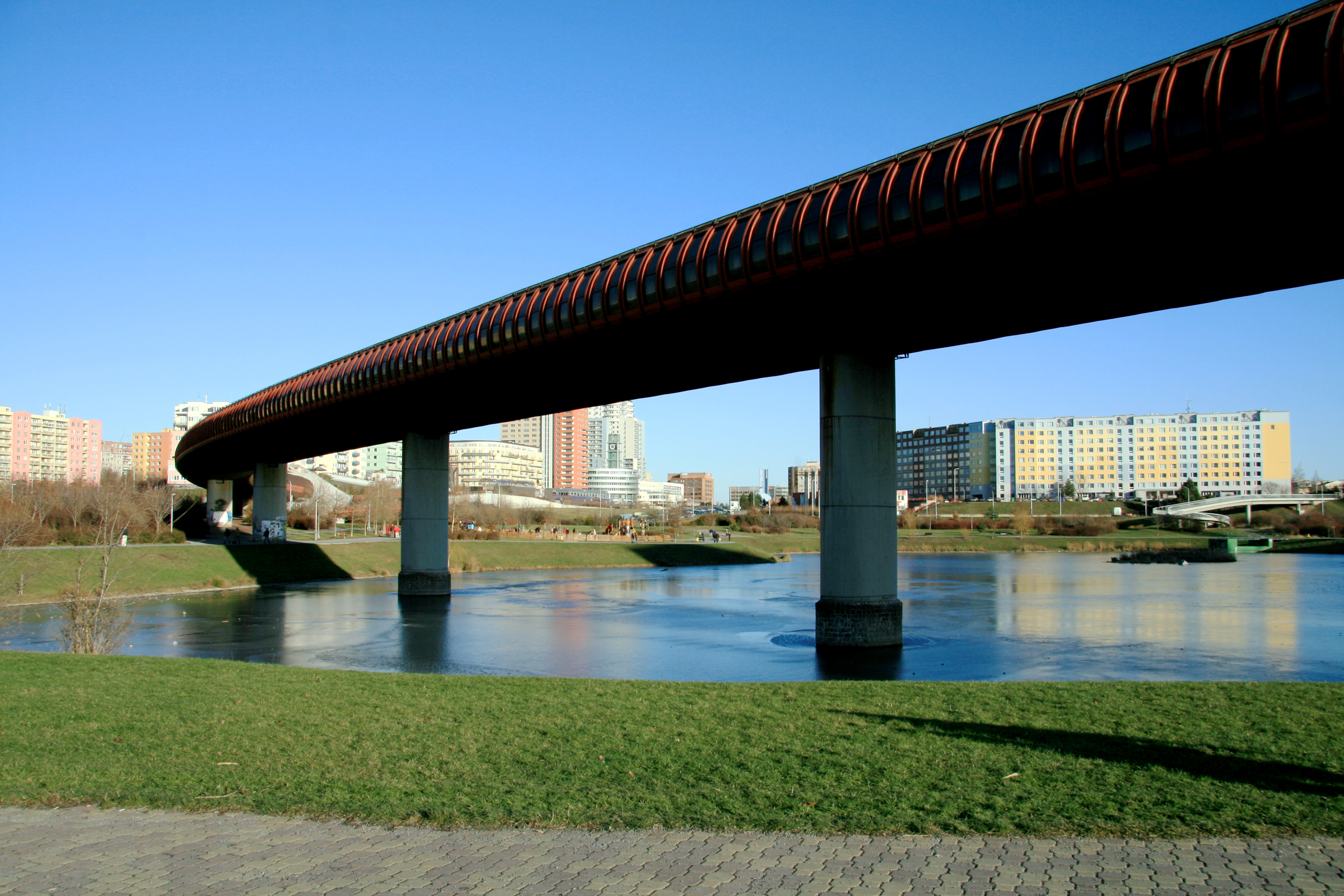
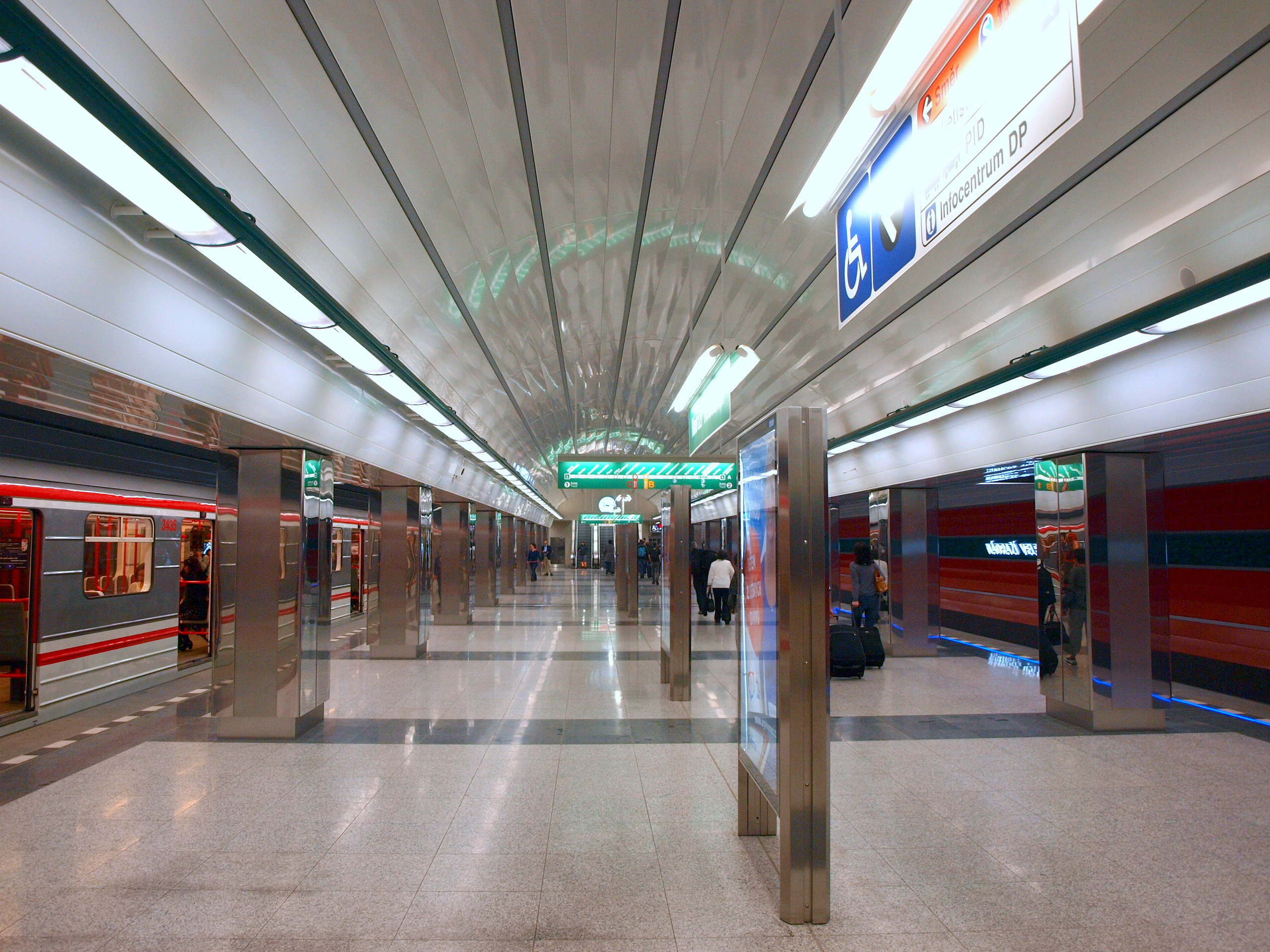
Nadrazi Veleslavin